# Kül-Tigin-Inschrift
Die Kül-Tigin-Inschrift ist eine in Stein gemeißelte Grab- und Gedenkinschrift für den alttürkischen Feldherrn und Staatsmann Kül Tigin. Sie ist eine von mehreren alttürkischen Runeninschriften am Orchon-Fluss in der Mongolei.
Diese Inschriften aus dem 6. und 7. Jahrhundert bilden die ersten schriftlichen literarischen Werke der Türken.